# Aérospatiale SA 341/342
Der Sud-Aviation SA 341 ist ein Hubschrauber, der in Koproduktion des französischen Herstellers Sud-Aviation und des britischen Herstellers Westland Aircraft entstanden ist. Er wird mit verschiedenen Bewaffnungen in mindestens 23 Ländern benutzt, um Ziele wie bewaffnete Fahrzeuge, andere Hubschrauber, langsame Flugobjekte und Infrastruktur anzugreifen.

## Geschichte
Im Jahr 1966 begannen die Arbeiten an einem leichten fünfsitzigen Mehrzweckhubschrauber, der als Nachfolger für die erfolgreiche Alouette II fungieren und technisch weniger komplex sein sollte. Am 7. April 1967 flog erstmals der Prototyp SA 340, der allerdings noch einen konventionellen Zweiblatt-Heckrotor besaß. Der neu entwickelte 13-blättrige und ummantelte Fenestron-Heckrotor kam erst beim zweiten Prototyp zum Einsatz. Die drei GFK-Blätter des gelenklosen Hauptrotors waren eine gemeinsame Entwicklung mit der Bölkow GmbH; das Konzept ähnelte dem der Bölkow Bo 105. Aufgrund von Problemen mit der Steuerung bei hohen Geschwindigkeiten wurde der gelenklose Rotorkopf jedoch durch ein bewegliches Rotorsystem ersetzt.
Am 6. August 1971 startete der erste SA-341-Serienhubschrauber. Nach verschiedensten Versionen für das französische (2016 immer noch aktiv) und das britische Militär (Außerdienststellung soll 2018 erfolgen) erschien die SA 342, welche mit einer leistungsstärkeren Turbine ausgestattet wurde. Das Army Air Corps der British Army hatte bis März 2009 noch einige „Gazelles“ in Deutschland in Elmpt/Niederrhein stationiert. Die SA 342 wurde von Sud-Aviation, Westland sowie in Lizenz von SOKO (Jugoslawien) als Gazela produziert.

## Varianten

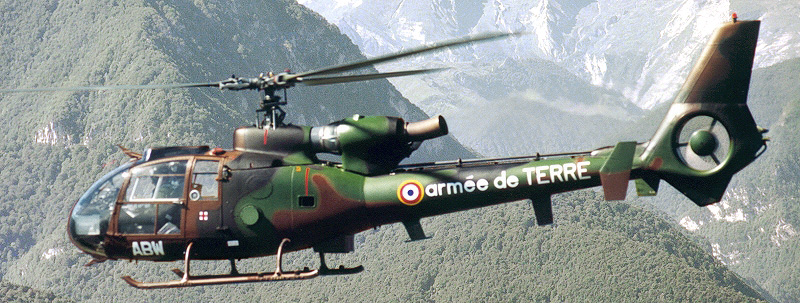
Eine SA 342M der französischen Heeresflieger

Sud-Aviation SA 340
Erster Prototyp, flog erstmals am 7. April 1967 mit einem konventionellen Heckrotor.
Sud-Aviation SA 341
Vorserienmaschinen der Gazelle AH.1 für die britischen Heeresflieger, die erstmals am 2. August 1968 flogen.
Sud-Aviation SA 341.1001
Erste Produktionsmaschine mit längerer Kabine und verstärkter Turbomeca-Astazou-IIIA-Turbine flog am 6. August 1971.
Westland SA 341B „Gazelle AH.1“
Produktion bei Westland für die britischen Heeresflieger mit einer Astazou-IIIN2-Gasturbine, Suchscheinwerfer und Decca-Doppler-80-Höhenmessradar. Seit dem 6. Juli 1974 wurden 158 Serienmaschinen in Dienst gestellt.
Westland SA 341C „Gazelle HT.2“
Die auf der Gazelle AH.1 basierenden Maschine verfügt zusätzlich über einen automatischen Schwebemodus und eine Winde. Sie dient der britischen Marineflieger (British Fleet Air Arm) als Übungshubschrauber. Seit dem 10. Dezember 1974 wurden 30 Einheiten in Dienst gestellt.
Westland SA 341D „Gazelle HT.3“
Die auf der Gazelle HT.2 basierenden Maschine dient der Royal Air Force als Übungshubschrauber. Seit dem 16. Juli 1973 wurden 14 Einheiten in Dienst gestellt.
Westland SA 341E „Gazelle HCC.4“
Die auf der Gazelle AH.1 basierenden Maschine dient der Royal Air Force als Verbindungshubschrauber. Es wurde lediglich ein Hubschrauber in Dienst gestellt.
Sud-Aviation SA 341F „Gazelle“
Der bei den französischen Heeresfliegern eingesetzte bewaffnete Mehrzweckhubschrauber ist mit einer Astazou-IIIC-Turbine ausgerüstet. Es wurden 166 Einheiten in Dienst gestellt.
Sud-Aviation SA 341G „Gazelle“
Diese zivile Variante flog mit einer Astazou-IIIA-Turbine erstmals am 7. Juni 1972. Er ist als single-pilot IFR Cat 1 zugelassen.
Sud-Aviation SA 341H
Diese mit einer Astazou-IIIB-Turbine ausgestattete militärische Exportvariante wurde ab 1971 bei SOKO in Jugoslawien in Lizenz gefertigt.
SOKO HO-42
Lizenzproduktion der SA 341H
SOKO HI-42 „Hera“
Lizenzproduktion der SA 341H als leichter Aufklärungshubschrauber
SOKO HN-42M „Gama“
Lizenzproduktion der SA 341H als leicht bewaffneter Angriffshubschrauber
SOKO HN-45M „Gama 2“
Lizenzproduktion der SA 341L als bewaffneter Panzerabwehrhubschrauber
SOKO HS-42
Lizenzproduktion der SA 341H als leichter Rettungshubschrauber
Sud-Aviation SA 342J
Zivile Variante der SA 342L mit einer stärkeren Astazou-XIV-Turbine und verbessertem Fenestron-Heckrotor.
Sud-Aviation SA 342K
Diese mit einer Astazou-XIV-Turbine für hochgelegene und trockene Gebiete ausgestattete militärische Exportvariante wurde ab 1973 erstmals für die kuwaitische Luftwaffe mit Sandfiltern gefertigt.
Sud-Aviation SA 342L
Verbesserte militärische Variante der SA 342J mit einer Astazou-XIV-Turbine, Aufhängepunkten für sechs HOT-Panzerabwehrlenkflugkörper und Zielgerät.
Sud-Aviation SA 342M
Variante der SA 342L für die französischen Heeresflieger mit einer Astazou-XIV-Turbine, Aufhängepunkten für vier HOT-Panzerabwehrlenkflugkörper und einem stabilisierten SFIM-APX-M397-Zielgerät.
Sud-Aviation SA 342M1
Verbesserte Variante der SA 342M mit nachgerüsteten Rotorblättern der Ecureuil.

## Technische Daten

Dreiseitenriss Sud-Aviation SA 341

| Version                          | SA 341C                                         | SA 342M                                         |
| -------------------------------- | ----------------------------------------------- | ----------------------------------------------- |
| Triebwerk                        | 1 Turboméca-Astazou-IIIA- Gasturbine mit 440 kW | 1 Turboméca-Astazou-XIVM- Gasturbine mit 640 kW |
| Rotordurchmesser                 | 10,50 m                                         | 10,50 m                                         |
| Rumpflänge                       | 9,53 m                                          | 9,53 m                                          |
| Gesamtlänge                      | 11,97 m                                         | 11,97 m                                         |
| Höhe                             | 3,15 m                                          | 3,19 m                                          |
| Leermasse                        | 850 kg                                          | 975 kg                                          |
| Max. Startmasse                  | 1800 kg                                         | 2000 kg                                         |
| Höchstgeschwindigkeit in Seehöhe | 265 km/h                                        | 310 km/h                                        |
| Marschgeschwindigkeit            | 240 km/h                                        | 263 km/h                                        |
| Dienstgipfelhöhe                 | 5000 m                                          | 5000 m                                          |
| Überführungsreichweite           | 650 km                                          | 754 km                                          |
| Nutzlast                         | 1 Pilot sowie 4 Personen oder 600 kg Last       | 1 Pilot sowie 4 Personen oder 700 kg Last       |
| Erstflug                         | 7. April 1967                                   | 11. Mai 1973                                    |

## Bewaffnung
Kampfmittel für maximal 600 kg an zwei bis vier Außenlastenträgern
Luft-Luft-Lenkflugkörper
- 2 × Doppelstarter mit je zwei 9K32 Strela-2 – selbstzielsuchend mit Infrarotsensor für Kurzstrecken (nur SOKO HN-42M / SA.341H GAMA)
- 2 × Doppel-Lenkwaffenwerfer für je 2 × MBDA „Mistral II“ (AATCP) – selbstzielsuchend mit Infrarotsensor für Kurzstrecken

Luft-Boden-Lenkflugkörper (Panzerabwehr-Lenkflugkörper)
- 2 × Doppel-Startröhre für je zwei MBB/Aérospatiale(Euromissile) HOT-1 / HOT-2 – optisch drahtferngesteuert (SACLOS)
- 4 × Nord Aviation/Aérospatiale AS.11 (AGM-22) – optisch drahtferngesteuert (SACLOS)
- 2 × Nord Aviation AS.12 – optisch drahtferngesteuert (SACLOS)
- 4 × Kolomna 9M14 „Maljutka“ (AT-3 „Sagger“) – funkferngesteuerter (SACLOS) (nur SOKO HN-42M / SA.341H GAMA)

Ungelenkte Luft-Boden-Raketen
- 2 × Raketen-Rohrstartbehälter Thomson-Brandt 100-6 für je 6 × ungelenkte Luft-Boden-Raketen; Kaliber 100 mm
- 2 × Raketen-Rohrstartbehälter Matra 155H für je 18 × ungelenkte SNEB-Luft-Boden-Raketen; Kaliber 68 mm / 2,75 inch
- 2 × Raketen-Rohrstartbehälter L-57-16MD (Lizenzkopie der UB-16-57M) für je 16 × ungelenkte S-5-Luft-Boden-Raketen; Kaliber 57 mm (nur SOKO HN-42M / SA.341H GAMA)
- 2 × Raketen-Rohrstartbehälter L-128-4 (Lizenzkopie der UB-4-128) für je 4 × ungelenkte Luft-Boden-Raketen; Kaliber 128 mm (nur SOKO HN-42M / SA.341H GAMA)
- 2 × Raketen-Rohrstartbehälter Matra Type 156 für 19 × ungelenkte SNEB-Luft-Boden-Raketen; Kaliber 68 mm
- 2 × Raketen-Rohrstartbehälter Brandt für je 36 × ungelenkte SNEB-Luft-Boden-Raketen; Kaliber 68 mm
- 2 × Raketen-Rohrstartbehälter Brandt für je 22 × ungelenkte SNEB-Luft-Boden-Raketen; Kaliber 68 mm
- 2 × Raketen-Rohrstartbehälter Brandt für je 12 × ungelenkte SNEB-Luft-Boden-Raketen; Kaliber 68 mm

Zusatzbehälter
- 2 × FN ETNA TMP-5-MG-Behälter mit je 2 × 7,62-mm-Maschinengewehren FN MAG 58P mit je 500 Schuss Munition
- 2 × Maschinenkanonenbehälter GIAT M621 (POD NC 621) mit je einer 20-mm-Maschinenkanone sowie 180 Schuss Munition

## Stationierungsorte in Deutschland
Die Heeresflieger der beiden Programm-Nationen stationierten Gazelles ab Ende der 1970er Jahre bis 2009 auch in Deutschland.
- Aviation légère de l’armée de terre (ALAT)
  - Friedrichshafen, September 1973 bis 1992, SA 341F/M und ab Februar 1983 auch SA 342M (Groupe d’aviation légère du 2ème corps d’armée, ab 1978 2ème Régiment d’hélicoptères de combat)
- Army Air Corps (AAC)
  - Brüggen, Juni 1992 bis März 2009, Gazelle AH.1/SA 341B (12. Flight)
  - Detmold, 1977 bis 1995, Gazelle AH.1/SA 341B (4. Regiment)
  - Gütersloh, Juni 1993 bis 2000, Gazelle AH.1/SA 341B (1. Regiment)
  - Hildesheim, Januar 1983 bis Juni 1993, Gazelle AH.1/SA 341B (1. Regiment)
  - Soest, 1983 bis Anfang 1993, Gazelle AH.1/SA 341B (3. Regiment)
  - Wildenrath, Ende 1970/Anfang 1980er bis Juni 1992, Gazelle AH.1/SA 341B (12. Flight)

Auch im deutschen zivilen Register standen Gazelles, insbesondere in den Polizeifliegerstaffeln zweier Länder:
- Niedersachsen, ?? bis ca. 2000, SA 342J, Hannover und Rastede
- Nordrhein-Westfalen, 1972 bis 1988, SA 341G, Düsseldorf und Dortmund-Wickede

## Verwendung im Film
Eine umgebaute „Gazelle“ spielte die Hauptrolle im Kinofilm Das fliegende Auge (1983).

Im Spielfilm Batman (1989) nutzt der Joker solch einen Helikopter.